# Mehdi Ben Slimane
Mehdi Ben Slimane (Le Kram, 1 de janeiro de 1974) é um ex-futebolista profissional tunisiano, atacante, disputou a Copa do Mundo de 1998.

## Carreira
Mehdi Ben Slimane representou a Seleção Tunisiana de Futebol nas Olimpíadas de 1996.